# Rasbiologi

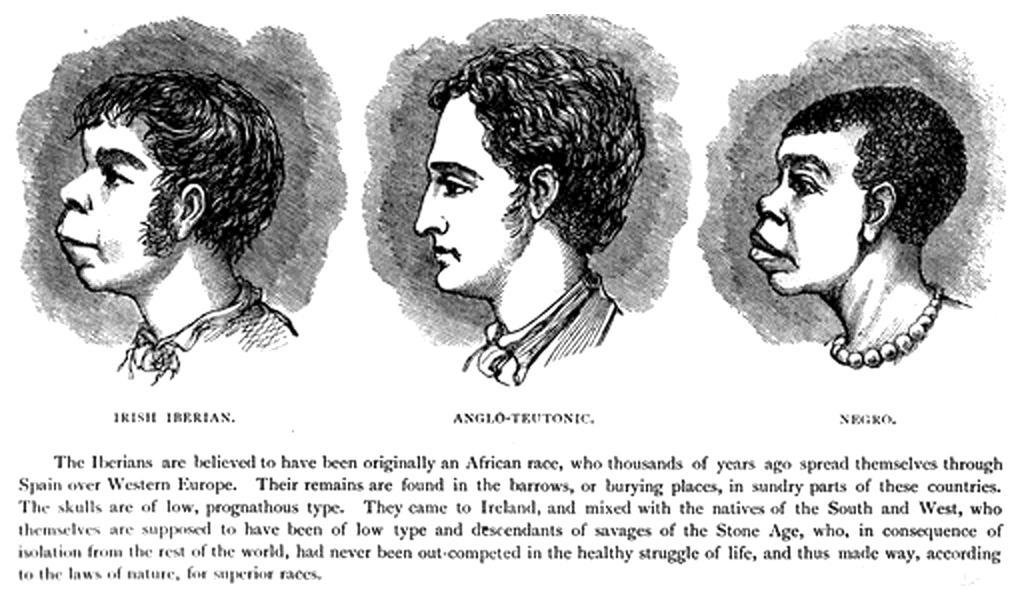
Teckning av H. Strickland Constable, publicerad 1899 i Harper’s Weekly, förevisande förmodade fysiska olikheter mellan raserna ”irisk iber”, ”anglo-teuton” och ”neger”.

Rasbiologi, rasforskning, rasteori eller raslära med mera var förr, särskilt under 1800-talet och fram till 1900-talets första halva, en pseudovetenskaplig vetenskapsgren som utforskande och studerade människoraser, såsom deras karakteristiska egenskaper och släktskapsförhållanden, samt ärftliga, klimatologiska och sociala faktorer som påverkade människorasernas uppkomst och utveckling, ofta med syftet att förhärliga den egna rasen och ge upphov till rasmedvetenhet och rasantipati med mera.
Begreppen associeras vanligen med rashygien eller eugenik, äldre forskning kring möjligheten att rasförädla olika folkgrupper med hjälp av biologiska såväl som sociokulturella åtgärder. Idag betraktas rasbiologin som en pseudovetenskaplig lära utan vetenskaplig grund.
I Sverige var Statens institut för rasbiologi ansvarigt för forskningen.

## Historia
Rasbiologin upptog idéer från bland annat antropologin, genetiken och arkeologin och utvecklades så småningom till en lära om hur en ras skulle förädlas. Ofta förknippas rasbiologin med Nazitysklands rasistiska ideologi, men dess rötter sträcker sig bakåt till åtminstone 1700- och 1800-talet. Idén om ras som en mänsklig egenskap kan härledas till iberiska halvön under 1400-talet och hur kristna härskare använde tanken om "blodets renhet" för att förtrycka konverterade kristna (ofta tidigare muslimer och judar). Rasbiologin kan delvis härleda sitt ursprung till romantikens idéer om en folksjäl och det egna folkets renhet.

### 1800-talet
Rasbiologins akademiska rötter kan man finna framför allt hos Arthur de Gobineau som i sin bok Essai sur l'inégalité des races humaines ("Essä om människorasernas olikhet") år 1853-1855 framlade teorin att människogruppers kultur är grundad i raser: den vita rasen, svarta rasen, röda rasen och gula rasen, och att dessa inte skall blandas. Om en sådan blandning sker kommer det enligt Gobineau att leda till "degenerering". Till det fogar han ett deklinistiskt perspektiv: raserna blandas redan allt för mycket och världen blir sämre och sämre som en följd. Han placerar den "ariska" eller "germanska" rasen högst i rang, och hävdar att den har monopol på skönhet, intelligens och makt. Andra inflytelserika tänkare i denna tanketradition är Herbert Spencer och Francis Galton. Ola Larsmo sammanfattar rasbiologin med att den "ville vara en vetenskap, besläktad med antropologin, men spetsad med genetikens nya mendelska rön. Rasbiologin ville tolka det mesta i samhället utifrån ärftlighetslära." Han tillägger att "rashygien är däremot rasbiologins tillämpade, praktiska sida."

## Föreställningar om ras
Antropologiskt råder konsensus att det inte finns människoraser, och man anser att försök till identifiering av rasskillnader mellan människor inte är en vetenskaplig verksamhet. Sociologisk forskning har visat att fördomsfyllda historiska föreställningar om existensen av "raser" bland människor kan få konsekvenser för individers liv genom såväl privilegier som exkludering och diskriminering. "Ras" betraktas idag inom vetenskapen som en social konstruktion där konstruktionen av "ras" sker genom en process som kallas rasifiering. I västerländska samhällen finns rasregelsystem där skapandet av "ras", rasidentiteter och rasrelationer helt eller delvis skett genom en naturalistisk eller historicistisk modell, eller i kombination. Den första utgår ifrån rasbiologiska antaganden om högre och lägre stående raser medan den senare utgår ifrån kulturella och kulturrasistiska principer.

### Konstruktion av rasregelsystem
Forskare, som exempelvis David Theo Goldberg, har studerat hur olika stater i Europa konstruerat sina respektive rasregelsystem. Detta har gjorts enligt honom genom primärt två modeller, den historicistiska och den naturalistiska. Den naturalistiska modellens utgångspunkt är att förklara nationell överlägsenhet genom att naturalisera konstruerade rasskillnader via rasbiologiska diskurser om högre respektive lägre stående raser. Bland de stater som räknas till dem som använt denna typ av konstruktion är främst Tyskland.

## Arbete med rasbiologi i Sverige
Den svenske antropologen Anders Retzius indelade på 1840-talet människoraser efter skallindex och hans son Gustaf Retzius hävdade att den svenska nationen var den mest homogena av alla europeiska nationer med 87 procent långskalliga och endast 13 procent kortskalliga.
År 1905 bildade den tyske läkaren Alfred Ploetz tillsammans med sin svåger Ernst Rüdin den tyska organisationen Deutsche Gesellschaft für Rassenhygiene (det tyska sällskapet för rashygien) vilket han i form av ett internationellt ordensliknande sällskap försökte sprida världen över. Medlemmarna måste bland annat redovisa sin egen familjebakgrund. De försökte först etablera sig i Sverige via kontakter med Retzius men denne fann ordenssällskapets stadgar konstiga och sektliknande. Hösten år 1909 etablerades emellertid Svenska sällskapet för rashygien vid ett möte på Hotell Kronprinsen i Stockholm. Bland medlemmarna i det informella sällskapet fanns Herman Nilsson-Ehle, Nils Wohlin, Alfred Petrén, Nils von Hofsten, Herman Lundborg, Elis Essen-Möller och Johan Thyrén.
År 1921 inrättades Statens institut för rasbiologi i Uppsala. Riksdagens båda kammare ansåg att ett rasbiologiskt institut skulle skydda mot inre fiender; defekta, asociala, abnorma och brottsliga människor. Institutet bestod av Herman Lundborg som chef med professors titel med en statistiker, en genealog, en antropolog samt några biträden. Forskarna bedrev studier av olika släkters och befolkningsgruppers livsbetingelser och utvecklingsmöjligheter och kartlade det biologiska arvets betydelse för sjukdomar och ärftlighet. Genom dessa utforskningar skulle man få en teoretisk förklaringsmodell till bland annat brottslighet, vanart, alkoholism, sinnessjukdom och annan så kallad undermålighet. Efter att Herman Lundborg pensionerats och Gunnar Dahlberg inträtt som ny chef för institutionen för rasbiologi år 1936, förändrades synen på rasbiologin. År 1958 bytte institutet namn till Institutionen för medicinsk genetik och knöts till universitet.